# Тупиков, Юрий Фёдорович
Юрий Фёдорович Тупиков (11 июня 1943, Почеп, Орловская область — 9 февраля 2021) — советский и российский партийный и государственный деятель.

## Биография
В 1966 году окончил Ярославский технологический институт, в 1984 — экономическое отделение Академии общественных наук при ЦК КПСС. С 1967 по 1972 год работал на Кировском шинном заводе.
С 1972 года был вторым, затем первым секретарём райкома ВЛКСМ, вторым секретарём райкома КПСС, председателем исполкома Первомайского района Кирова, первым секретарём Кировского горкома КПСС.
В марте 1989 года назначен заместителем начальника Политического Управления МВД СССР. В этой должности до 1994 года работал в Главном управлении по работе с личным составом МВД СССР и Главном управлении информации и общественных связей МВД России. С 1994 по 1996 работал в Управлении по экономической безопасности КБ «Интербанка».
С мая 1996 года по октябрь 1999 года был заместителем начальника, начальником Управления экономической безопасности Департамента продовольственных ресурсов Правительства Москвы. В октябре 1999 года назначен заместителем руководителя Департамента продовольственных ресурсов Правительства Москвы. В сентябре 2007 года назначен заместителем председателя Правительства Кировской области — руководителем Постоянного представительства Правительства Кировской области при Правительстве Российской Федерации (уже не в должности).
Женат, имел двоих детей.
Ушел из жизни 9 февраля 2021.

## Награды
- Орден Петра Великого I степени
- Орден «За службу России»
- 11 медалей.